# Pabuk Alessandrův

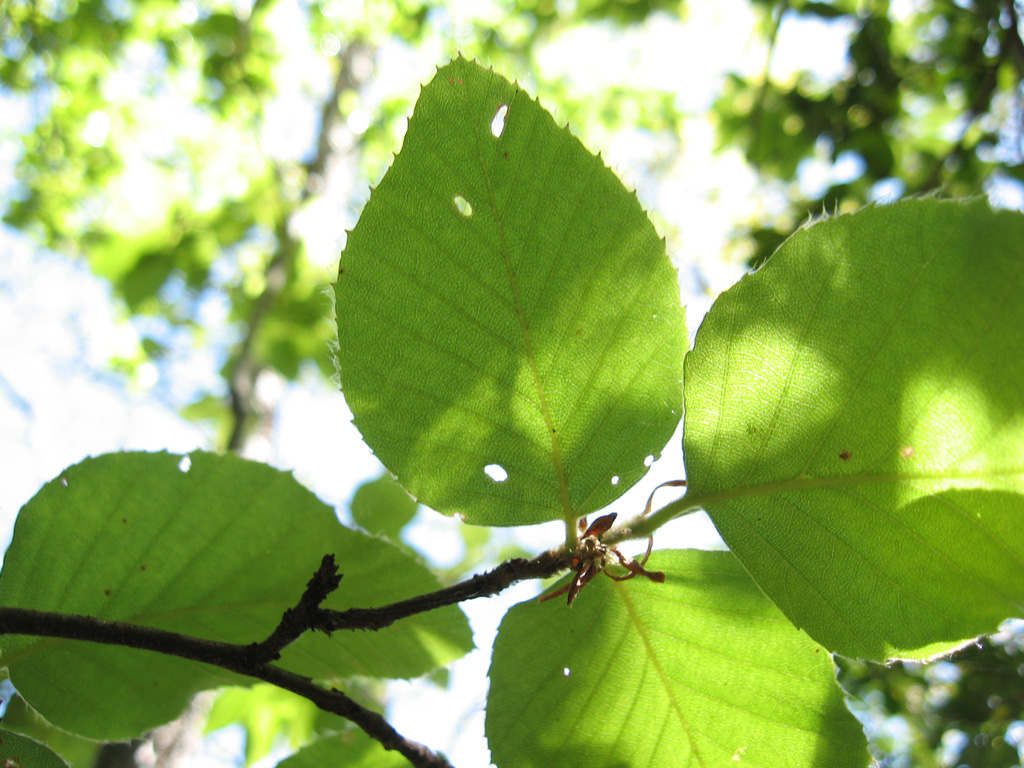
Listy

Pabuk Alessandrův (Nothofagus alessandrii) je vysoký, opadavý, listnatý strom, který je původní druh a zároveň endemit v jihoamerickém Chile. Je druhem ze starodávného rodu pabuk a vyvinul se za příznivějších podmínek, než ve kterých roste nyní, jeho současná nika je velmi omezená. Může se dožít až 600 let a dorůst do výšky 30 m, ale v současnosti se takové stromy již téměř nenacházejí, s příchodem Evropanů do Jižní Ameriky byly vytěženy. Dnes téměř všechny rostou v sekundárních lesích a jsou poměrně mladé.

## Rozšíření
Vyskytuje se roztříštěně na velmi omezené ploše v regionu Maule ve středním Chile. Roste ve stísněném pruhu Pobřežního pohoří (španělsky Cordillera de la Costa), které tvoří úzký pás mezi pobřežím Tichého oceánu a úrodnou nížinnou západně od And. Jeho areál je na délku kratší než 100 km a je velmi úzký, rozkládá se mezi městy Talca a Cauquenes, přibližně mezi 35° 05' a 35° 50' jižní šířky, zhruba ve 100 až 450 m nadmořské výšky. Roste ve smíšených lesích na zastíněných svazích v místech s vyšší úrovní srážek a nižší teplotou, která je zmírňována vlivem Tichého oceánu. Vyskytuje se roztroušeně uvnitř nepůvodních lesů, kde se stromy samovolně regenerovaly ze silných a zdravých pařezů vykácených stromů.

## Ekologie
Stromu nejlépe vyhovuje hluboká, živná a vzdušná půda na polostinném stanovišti chráněném proti větru. Často se vyskytuje na místě se zeminou s jemnou strukturou, dobrou drenáží a nízkou retencí vody. Půda je tam známa chabou plodností, má nedostatek fosforu a je velmi zvětralá, mělká a náchylná k erozi z důvodů stáří a klimatických vlivů. V této oblasti je průměrně pěti až šestiměsíční období sucha a roční srážky bývají okolo 830 mm s vrcholem v červnu, kdy spadne asi 190 mm. Průměrná roční teplota je 14 °C, maximální teplota do 25 °C bývá v lednu a minimální okolo +6 °C v červenci.

## Popis
Opadavý, listnatý, jednodomý, pomalu rostoucí strom s jednopohlavnými květy, který ve své domovině dorůstá až do výšky 25 či 30 m a může mít průměr kmene do 1 m. Má vejčitou korunu a rovný kmen se šedou kůrou s nepravidelnými rýhami, mladé letorosty bývají chlupaté. Listy s palisty a krátkým řapíkem mají čepel vejčitou až téměř srdčitou, dlouhou 7 až 13 cm a širokou 4 až 9 cm. Na bázi je zaoblená až srdčitá, po obvodě zubatá, má jedenáct až třináct párů zpeřených žilek končících na těchto zubech, na lícní straně jsou čepele listů svěže zelené a na rubové modrozelené.
Samčí květy jsou po deseti až patnácti soustředěné do převislého, stopkatého květenství hlávky, které vyrůstá z úžlabí listu. Květ se zvonkovitým okvětím, tvořeným pěti nazelenalými až nažloutlými lístky, má až deset tyčinek s dlouhými nitkami a žlutými prašníky, jejichž pyl je roznášen větrem. Samičí květy jsou přisedlé v úžlabí listů, kde vyrůstají obvykle po čtyřech. Květ má zvonkovité okvětí tvořeno třemi nazelenalými lístky a obsahuje dvě až tři čnělky s bliznami opylovanými větrem. 
Plod je šupinatá, vrásčitá číška, která se ve zralosti otvírá několika chlopněmi, obsahuje tři až sedm hranatých, žlutozelených nažek (semen), které jsou na nejčastěji dvoukřídlé a nesymetrické. Střední nažka bývá plochá a je lemovaná dvěma tříhrannými, zbývající nažky umístěné uvnitř číšky jsou menší, ploché nebo dvouhranné. Semena začínají dozrávat v polovině ledna a otvírání číšek začíná v únoru. V důsledku drobných křidélek je jejich rozptyl zajišťován větrem. Asi 100 semen váží 1 gram. Semena nejlépe klíčí po studené stratifikaci při +5 °C po dobu 30 dnů.

## Ohrožení
Řídce rostoucí populace pabuku Alessandrova má klesající trend, je pouhým rozdrobeným pozůstatkem populace mnohem větší. Druh zažil tento pokles v důsledku nadměrného využívání, byl kácen za účelem využití kvalitního dřeva pro stavební i konstrukční účely, ke stavbě lodí nebo na topivo i pro rozšiřovaní zemědělské půdy na pastviny. Dále probíhalo rychle odlesňování pro získání volné plochy k založení plantáží s nepůvodními, ale ekonomicky výhodnějšími druhy stromů. V jeho lesích se po okrajích pase dobytek, který je hlavní překážkou pro přirozené obnovování lesa růstem nových semenáčů. Hrozbou jsou i lesní požáry, které vedou ke klesajícímu počtu dospělých jedinců.
Roste asi na 185 místech, z nichž 80 % je o rozloze do 1 nebo 2 ha. Místa jsou navíc obklopená komerční výsadbou rychle rostoucí a dobře se rozmnožující borovice montereyské, která brání jeho rozšiřování přirozenou cestou. Byl sice vydán celostátní zákaz jeho kácení, ale převážná většina lesů je v rukou soukromých majitelů. Jediným místem, kde je druh chráněn státem, je za tím účelem založená národní rezervace Los Ruiles, ve které jsou pěstované jeho nové sazenice.
Pabuk Alessandrův je organizací IUCN od roku 2017 prohlášen za ohrožený druh (EN).